# Spøgelset i Gravkælderen
Spøgelset i Gravkælderen er en dansk stum romantisk dramafilm fra 1910 produceret af Nordisk Films Kompagni og instrueret af August Blom.
Filmen blev i tysktalende lande distribueret under titlen Die Erscheinung im Grabgewölbe, i engelsketalende lande som The ghost of the vaults og i fransktalende som Le Spectre du Caveau.

## Handling
Den gamle greve er en gnier, der alene tænker på sine penge, som han elsker at tælle. Han gemmer pengene i en kiste, men en dag er låsen gået i stykker, og han beordrer sit barnebarn, Jomfru Ilsebil, om at gå til smeden for at få låsen op. Jomfru Ilsebil påtager sig gerne opgaven, da hun og den unge smed Ruprecht elsker hinanden i hemmelighed. Ruprecht er lyset i Jomfru Ilsebils triste liv, som hun henslæber på Borgen alene sammen med bedstefaderen og hendes visne og forkrøblede fætter Gottlob, der ved sit sleske og krybende væsen har vundet bedstefaderens gunst. Den gamle greve har gjort Gottlob til universalarving og har også bestemt, at han skal ægte Jomfru Ilsebil. 
Ruprecht ankommer til borgen og låser kisten op. Inden han forlader borgen aftaler han med Ilsebil, at de to skal have et stævnemøde på hendes kammer senere på aftenen. Gottlob har imidlertid fattet mistanke og de to unge overraskes af Gottlob og et par af hans tjenere, og den rasende greve beordrer Ruprecht ført til fangehullet. Greven er dog bekymret over, at en fremmed er kommet så tæt på grevens skat, at han beslutter at bære pengene ned i borgens gravhvælning. Gottlob ser imidlertid, at greven flytter pengene, og da Gottlob ikke kan vente på at arve pengene skræmmer han greven fra vid og sans, så han besvimer. Gottlob løber hen til sarkofagen, hvor greven har gemt pengene. Da Gottlob er for lille for at nå ned til pengene hopper han ned i sarkofagen, men i samme nu kommer en hvid skikkelse og smækker låget i. Det er Jomfru Ilsebil, der går i søvne, og hun besvimer også. Ruprecht sidder i cellen ved siden af gravhvølvningen, og han føler, at hans elskede har brug for ham, og han finder en lem i cellen, så han kan undslippe; han kommer ind i gravhvælningen, hvor han vækker de to besvimede til live igen. Sarkofagen åbnes også og den skælvnede fætter Gottlob forsøger at forklare sig. Men greven er rasende og jager Gottlob bort. Han indser, at han har behov for en beskytter, og han lader Ruprecht og Jomfru Ilsebil trolove sig, da Jomfru Ilsebil er alt for Rupracht og pengene intet.

## Medvirkende
- Otto Lagoni som Grev von Hohenstein
- Thilda Fønss som Jomfru Ilsebil
- Lauritz Olsen som Smeden Ruprecht
- Nicolai Brechling som Fætter Gottlob